# Aglaonema rotundum
Aglaonema rotundum är en kallaväxtart som beskrevs av Nicholas Edward Brown. Aglaonema rotundum ingår i släktet Aglaonema och familjen kallaväxter. Inga underarter finns listade.